# Oberhausen
Oberhausen er en by i Ruhrområdet i Tyskland i delstaten Nordrhein-Westfalen, 30 kilometer nord for Düsseldorf. Pr. 2016 var der 211.382 indbyggere i byen.
- Historisk gasbeholder i Oberhausen der bruges til udstillinger
- 'Lille Slot' er en del af Slot Oberhausen
- Hovedbanegården i Oberhausen